# Joko Riyadi
Joko Riyadi (* 30. Juni 1985 in Sukoharjo) ist ein Badmintonspieler aus Indonesien.

## Karriere
Joko Riyadi wurde 2004 Zweiter im Herrendoppel bei den Chinese Taipei Open. Bei der Asienmeisterschaft des Folgejahres erkämpfte er sich Bronze. Ebenfalls Bronze gab es bei den Südostasienspielen 2007. 2009 gewann er die Vietnam Open.

## Erfolge
| Saison | Veranstaltung       | Disziplin    | Platz | Name                            |
| ------ | ------------------- | ------------ | ----- | ------------------------------- |
| 2004   | Chinese Taipei Open | Herrendoppel | 2     | Hendra A. Gunawan / Joko Riyadi |
| 2005   | Asienmeisterschaft  | Herrendoppel | 3     | Hendra Gunawan / Joko Riyadi    |
| 2005   | Chinese Taipei Open | Herrendoppel | 3     | Hendra Gunawan / Joko Riyadi    |
| 2006   | Dutch Open          | Herrendoppel | 2     | Hendra Gunawan / Joko Riyadi    |
| 2007   | Südostasienspiele   | Herrendoppel | 3     | Hendra Gunawan / Joko Riyadi    |
| 2009   | Vietnam Open        | Herrendoppel | 1     | Luluk Hadiyanto / Joko Riyadi   |